# 프론트 (피에몬테주)

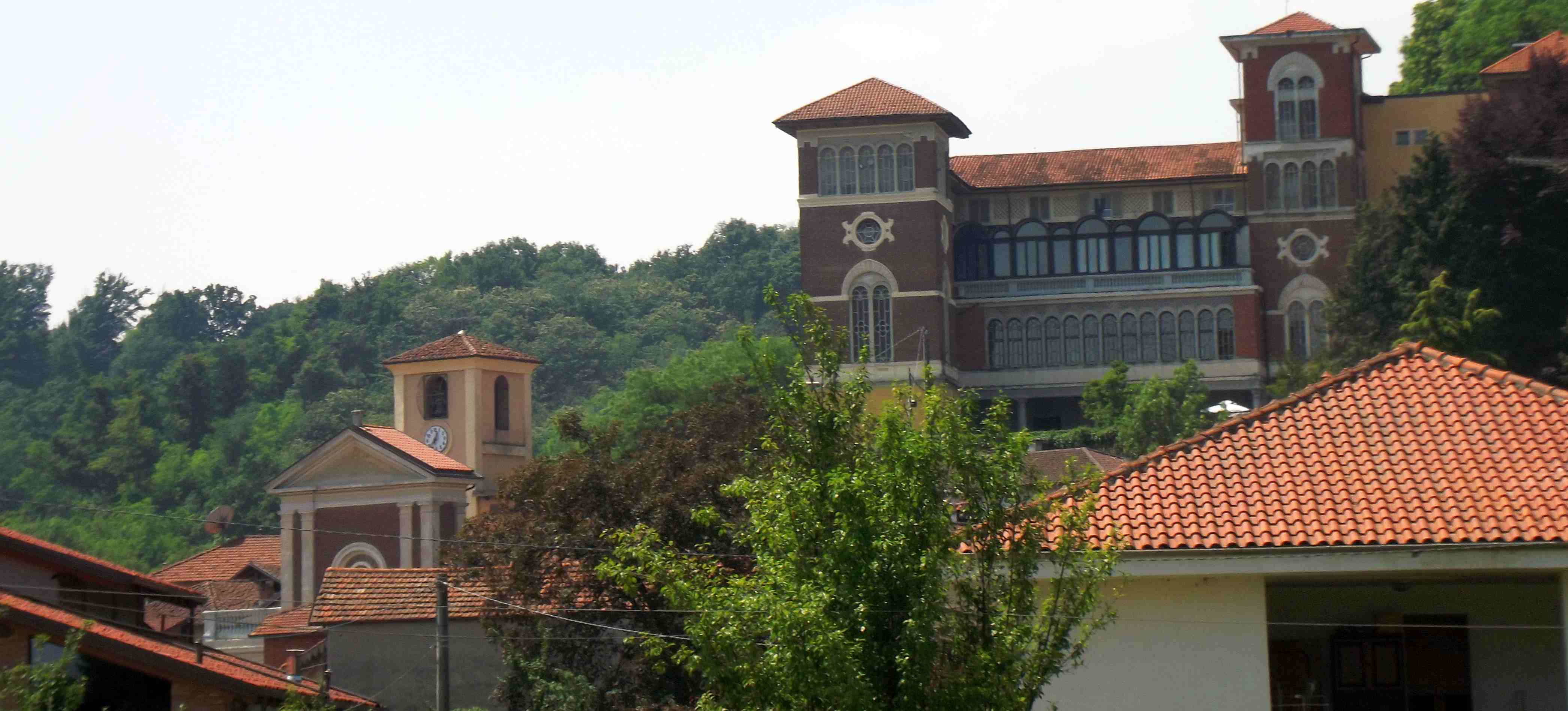

프론트(Front)는 이탈리아 피에몬테주 토리노 광역시의 코무네이다. 토리노에서 북쪽으로 약 25킬로미터 지점에 위치해 있다.
이 지역의 면적은 10.6 제곱 킬로미터, 고도는 270미터이다. 인구 수는 2010년 12월 31일 기준으로 1,753명이다.